# John Henry Poynting
John Henry Poynting (Reino Unido: /dʒɒn ˈhenɹi ˈpɔɪntɪŋ/; 9 de septiembre de 1852 - 30 de marzo de 1914) fue un físico británico, autor de importantes aportaciones en el campo del electromagnetismo como el teorema que lleva su nombre. 

## Semblanza
Poynting nació en 1852 en Monton, cerca de Mánchester, Inglaterra. Aquí cursó sus estudios primarios en la Owens College para luego estudiar física en la Universidad de Cambridge, donde fue alumno del escocés James Clerk Maxwell. En 1880 pasa a ser profesor de física en el Mason College de Ciencias (actualmente Universidad de Birmingham), puesto que ocupa hasta su muerte el 30 de marzo de 1914. 
Los aportes de J. H. Poynting a la física se observan a partir del año 1884, cuando desarrolla la ley de conservación de energía para los campos eléctricos y magnéticos (teorema de Poynting), observando que el vector flujo de energía, que transporta la onda electromagnética, depende solo de los campos. Este vector es llamado vector de Poynting en su honor y es muy usado en la construcción de antenas. 
En este mismo año analiza los precios de las materias primas usando matemáticas estadísticas.
Otros aportes a la ciencia fueron la observación de que la luz tiene momento y presión. En 1893 midió la constante de gravitación universal de Newton con un sistema ordinario de balanzas. En 1903 fue el primero en suponer que la radiación del Sol puede modelarse como movimiento de pequeñas partículas, tras haber estudiado que la luz tiene momento y presión. Más adelante fue nombrado el efecto de Poynting-Robertson.

## Eponimia
Además de los conceptos físicos que llevan su nombre, se tiene que:
- El cráter lunar Poynting lleva este nombre en su honor.[5]
- El cráter marciano Poynting también conmemora su nombre.[6]
- El asteroide (11063) Poynting  lleva este nombre en su honor.[7]